# Красавица и Чудовище (сказка)
«Краса́вица и Чудо́вище» (фр. La Belle et la Bête) — европейская волшебная сказка, известная в нескольких вариантах; традиционно публикуется в приложениях к сказкам Шарля Перро. По классификации сказочных сюжетов Аарне — Томпсона имеет номер 425C.

## Сюжет
Богатый купец жил в городском особняке с тремя своими дочерями, которые все были очень красивы, но только самая юная, четырнадцатилетняя, была названа Белль (фр. Belle — «красавица»), ибо была милой и чистой сердцем, в отличие от сестёр, злых и эгоистичных. Случилось так, что купец потерял всё своё богатство в бурю на море, из-за чего он с дочерьми вынужден переселиться из города в небольшой сельский домик и зарабатывать себе на хлеб физическим трудом. Спустя несколько лет купец слышит, что одно из его торговых судов, которые он отправлял с товаром, прибыло обратно в порт, избежав участи остальных, поэтому он возвращается в город, чтобы узнать, стоит ли корабль что-нибудь в денежном выражении. Перед отъездом он спрашивает каждую из дочерей, какой подарок ей привезти. Обе старшие попросили драгоценные ювелирные украшения и изящные платья, думая, что их богатство возвратилось, а Белль ограничилась просьбой привезти розу, так как этот цветок не рос в той части страны, где они поселились. Прибыв в город, отец, к своему ужасу, обнаруживает, что груз с его судна конфискован в уплату долгов, и денег на обещанные подарки не осталось.
Возвращаясь домой, он заблудился в лесу, однако в чаще набрел на великолепный дворец, где в чертогах обнаружил столы, уставленные блюдами с едой и сосудами с напитками, явно накрытые для него по распоряжению невидимого хозяина дворца. Купец утоляет голод и жажду и остаётся на ночлег. На следующее утро бывший купец, собираясь уходить, увидел розарий и вспомнил, что его младшенькая Белль просила принести ей розу. Когда же  любящий отец выбрал самую прекрасную розу и сорвал её, он столкнулся лицом к лицу с отвратительным «Зверем» (фр. Bête), который обвинил незваного гостя в том, что он украл самое ценное, что было во всём владении, презрев гостеприимство хозяина дворца, — и должен поплатиться за это жизнью. Купец просит о помиловании, утверждая, что взял розу только в качестве подарка для своей младшей дочери. Чудовище соглашается сейчас отпустить купца, чтобы тот передал розу дочери, но с условием: после этого либо сам отец вернется к нему во дворец, либо сюда придёт его младшая дочь.

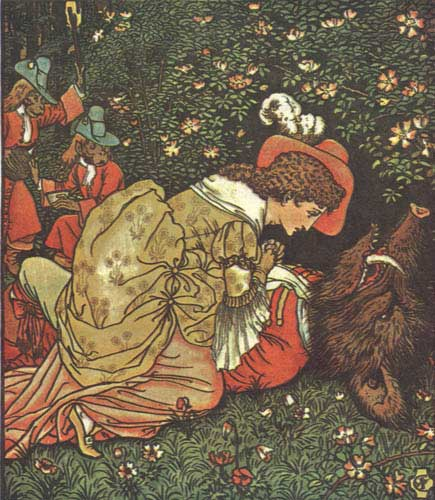
Иллюстрация к сказке Уолтера Крейна

Купец расстроен, но принимает условие. Зверь указывает ему путь, одарив напоследок драгоценными камнями и красивой одеждой для его дочерей, но подчеркивает, что Белль должна прийти во дворец по собственной воле. Купец, придя домой, пытается скрыть от Белль происшедшее, но она выпытывает у него всю правду и по доброй воле отправляется в замок Зверя. Чудовище принимает девушку весьма любезно и сообщает, что отныне она является хозяйкой замка, а он — её слуга. Хозяин даёт ей богатую одежду, угощает вкусными блюдами, ведёт с ней продолжительные беседы. Каждый вечер за ужином Зверь просит Белль выйти за него замуж, но каждый раз получает отказ. После каждого своего отказа Белль видит во сне прекрасного принца, который умоляет ответить, почему она не хочет замуж, и она отвечает ему, что не может выйти замуж за чудовище, потому что любит того только как друга. Белль не сопоставляет принца и чудовище, думая, что Зверь, должно быть, держит принца пленником где-то в замке. Она ищет его и обнаруживает множество зачарованных комнат, но ни в одной нет принца из снов.
В течение нескольких месяцев Белль живёт роскошной жизнью во дворце Зверя, где прислуживают невидимые слуги, среди нескончаемого богатства, развлечений и множества изысканных нарядов. Но в конце концов она затосковала, желая увидеться с родными, о чём и поведала Зверю. Он позволяет ей навестить отчий дом, но с условием возвращения ровно через неделю. Белль соглашается с этим и отправляется домой с волшебным зеркалом и кольцом. Зеркало позволяет ей видеть, что происходит в замке Зверя, а благодаря кольцу можно моментально вернуться во дворец, если прокрутить его три раза вокруг пальца. Её старшие сёстры были удивлены, увидев младшую в добром здравии и нарядно одетой; они позавидовали её счастливой жизни и, услышав, что Белль должна вернуться к Зверю в назначенный день, просят её задержаться ещё на денёк — они даже приложили лук к глазам, чтобы выглядеть плачущими. Истинным сокровенным их желанием было, чтобы Зверь рассердился на Белль за опоздание и съел её живьём. Сердце Белль тронуто показной любовью сестёр, и она соглашается задержаться.
На следующий день Белль начинает чувствовать вину за нарушение своего обещания Зверю и использует зеркало, чтобы его увидеть. Зеркало показывает, что Зверь лежит полумёртвый от горя около розовых кустов, с которых её отец забрал цветок. Удручённая, она немедленно использует кольцо, чтобы вернуться во дворец. Зверь уже почти умер, и девушка плачет над ним, говоря, что любит его. Слёзы Белль капают на чудовище, и оно превращается в прекрасного принца. Принц сообщает Белль, что в давние дни злая фея превратила его в отвратительное чудовище и что проклятье феи могло быть побеждено, только если какая-нибудь девушка полюбила бы его таким, каков он есть.

## Происхождение и анализ сюжета
Первое издание версии сказки осуществлено Габриэль-Сюзанной Барбо де Вильнёв; текст был напечатан в «La jeune américaine, et les contes marins» в 1740 году. Получивший наибольшее распространение сокращённый вариант де Вильнёв опубликовала Жанна-Мари Лепренс де Бомон в 1757 году в «Magasin des enfants, ou dialogues entre une sage gouvernante et plusieurs de ses élèves»; английский перевод появился в 1757 году.
Варианты сказки известны по всей Европе, самым старым из записанных в Европе близких сюжетов является сказка Апулея об Амуре и Психее Впервые сказка, схожая с «Красавицей и чудовищем», попала в сборник итальянского писателя Джованни Франческо Страпаролы в 1553 году. В России сюжет наиболее известен по сказке «Аленький цветочек», записанной русским писателем Сергеем Тимофеевичем Аксаковым со слов ключницы Пелагеи.
На одну из версий сюжета во Франции поставлена комическая опера-балет «Земира и Азор», написанная Мармонтелем и Гретри в 1771 году. Она имела огромный успех в XIX столетии.
Сказка мадам Вильнёв включает в себя несколько элементов, которые у мадам Бомон опущены. В основном это предыстория — описание жизни Белль и Зверя до их встречи. Чудовище было принцем, который в детском возрасте потерял отца, а мать была вынуждена вести войну, чтобы защитить своё королевство. Королева оставила сына на попечении злой феи, которая попыталась соблазнить принца, когда тот подрос, однако он отверг её домогательства, и колдунья в гневе превратила юношу в зверя. Что касается Белль, то она на самом деле не была дочерью купца, а появилась на свет от связи короля и доброй феи. Злая фея пыталась убить девочку, чтобы никто не мешал ей самой выйти замуж за венценосного отца Белль, поэтому принцессу в целях безопасности поместили в семью купца на место умершей младшей дочери. Кроме того, у мадам Вильнёв приводится тщательно продуманное описание волшебства, скрытого во дворце Зверя. Мадам Бомон значительно урезала описание характеров персонажей и упростила сказку до почти архетипической простоты.
В сказке необычно то, что действующими лицами являются горожане как класс, а не знать или крестьяне, как это обычно происходит в подобных историях. Этот факт может отражать социальные изменения, происходящие во время первой записи сказки. В переложении Лепренс де Бомон такая социальная трансформация может быть объяснена тем, что в её сборнике, предназначенном для воспитания знатных девушек, сказка имеет назидательный смысл и объясняет читательницам, что бояться надо не уродства, представленного Чудовищем, а злого сердца, каковым обладают сёстры Красавицы. Следовательно, герои сказки являются образом добродетели или порока.

## Экранизации
Сказка неоднократно экранизировалась, служила предметом вдохновения для эстрады, прозы и телевидения.

### Киноадаптации
- 1946  Франция — кинофильм «Красавица и Чудовище» Жана Кокто с Жаном Маре в главной роли
- 1976 — фильм «Красавица и Чудовище» студии Hallmark Hall Of Fame.
- 1977  СССР — художественный фильм-сказка «Аленький цветочек» по мотивам сказки Сергея Аксакова (режиссёр Ирина Поволоцкая), Киностудия имени М. Горького.
- 1978  — кинофильм «Красавица и Чудовище» («Panna a Netvor»), Чехословакия.
- 1987  США — «Красавица и Чудовище», фильм-мюзикл.
- 1987—1990  США — телесериал «Красавица и Чудовище (телесериал)». Главную роль исполняет Линда Хэмилтон.
- 1991  СССР — фильм «Сказка о купеческой дочери и таинственном цветке» Владимира Александровича Грамматикова.
- 1997 — «Парикмахерша и чудовище» — комедийная мелодрама.
- 2003  США — «Красавица и Чудовище».
- 2009 — «Красавица и Чудовище», телевизионный фильм. Главную роль исполнила Эстелла Уоррен.
- 2011 – настоящее время  США — «Однажды в сказке», телесериал. Роль Белль исполняет Эмили Де Рэвин.
- 2011  США — «Страшно красив» в жанре романтической сказки. Повествование ведётся от лица «принца».
- 2012  США — «Красавица и Чудовище» — ремейк американского телесериала 1987 года, в главных ролях Кристина Кройк и Джей Райан.
- 2012  Германия  — «Красавица и Чудовище»: режиссёр Марк-Андрес Бочерт, в ролях Корнелия Грёшель, Максимилиан Симонишек, Юрген Тарах, Кристоф Летковски.
- 2012  Россия — «Красавица и Чудовище», режиссёр Владимир Брасов, в ролях: Эльвира Болгова, Алексей Макаров, Сергей Шеховцов, Александр Сотников, Екатерина Лапина, Ирина Хруль, Татьяна Лянник. Детективная мелодрама.
- 2014  Франция — «Красавица и Чудовище».
- 2014  Италия — «Красавица и Чудовище», в главных ролях Бланка Суарес и Алессандро Прециози.
- 2014  Россия — «Красавец и Чудовище», российская мелодрама
- 2017  США — «Красавица и Чудовище», художественный музыкальный фильм Билла Кондона, в главных ролях Эмма Уотсон и Дэн Стивенс.

### Мультфильмы
- 1952  СССР — «Аленький цветочек» режиссёра Льва Константиновича Атаманова, «Союзмультфильм», по мотивам сказки Сергея Аксакова.
- 1988  Япония — «Летний Сад и Зимний Сад» — третий эпизод второго сезона японского мультсериала «Сказки Братьев Гримм» (21 октября 1987 года — 26 марта 1989 года).
- 1991  США — «Красавица и Чудовище» (англ. Beauty and the Beast) американской компании Уолта Диснея.
  - 1997  США — «Красавица и Чудовище: Чудесное Рождество» — продолжение мультфильма 1991 года от компании Уолта Диснея.
  - 1998  США — «Красавица и Чудовище: Волшебный мир Белль» — продолжение мультфильма 1991 года от компании Уолта Диснея.
- 1992  США  Япония — «Красавица и Чудовище[англ.]» американско-японского производства.
- 1993  Албания — «Trëndafili magjik» — короткометражный анимационный фильм (режиссёр Gjergj Kallmeti).
- 1997  США — «Красавица и Чудовище», США.

### Постановки
- 1977 — Beauty and the Beast — мини-опера в стиле диско сочинения Алека Костандиноса.
- 1993 — «Красавица и Чудовище» — мюзикл по мотивам одноимённого анимационного фильма.
- «Земира и Азор» — опера.